# Erechthias epispora
Erechthias epispora är en fjärilsart som beskrevs av Oswald Beltram Lower 1905. Erechthias epispora ingår i släktet Erechthias och familjen äkta malar. Inga underarter finns listade i Catalogue of Life.